# Siebenbach
Siebenbach là một đô thị ở huyện Mayen-Koblenz bang Rheinland-Pfalz, phía tây nước Đức. Đô thị Siebenbach có diện tích 3,41 km².